# Éditions Le Pont
 (septembre 2020).
Si vous disposez d'ouvrages ou d'articles de référence ou si vous connaissez des sites web de qualité traitant du thème abordé ici, merci de compléter l'article en donnant les références utiles à sa vérifiabilité et en les liant à la section « Notes et références ».
Les Éditions Le Pont étaient une maison d'édition française créée par les autorités d'occupation allemande. Propriété de l’ambassade d’Allemagne, cette maison – dont le nom est une métaphore suggérant la collaboration – publiait une série de revues dites « apolitiques » avec l'aide de journalistes français. Les principaux titres de ces périodiques étaient :
- Les Ondes
- Ciné Mondial
- Notre combat
- Nouvelles continentales
- La Terre française
- Revue économique franco-allemande
- La Question juive

En dehors de la presse écrite, les Éditions du Pont disposaient également de deux départements de production de livres :
- Les Documents contemporains, spécialisés dans les ouvrages de propagande comme Les Raisons de l’anti-judaïsme de Louis Thomas
- Les Trois Épis, édition bon marché publiant des traductions de littérature nazie.

La Société des éditions Aujourd'hui qui publiait le quotidien Aujourd'hui (fondé en septembre 1940) était également affiliée aux Éditions Le Pont.